# Lachenal (apellido)

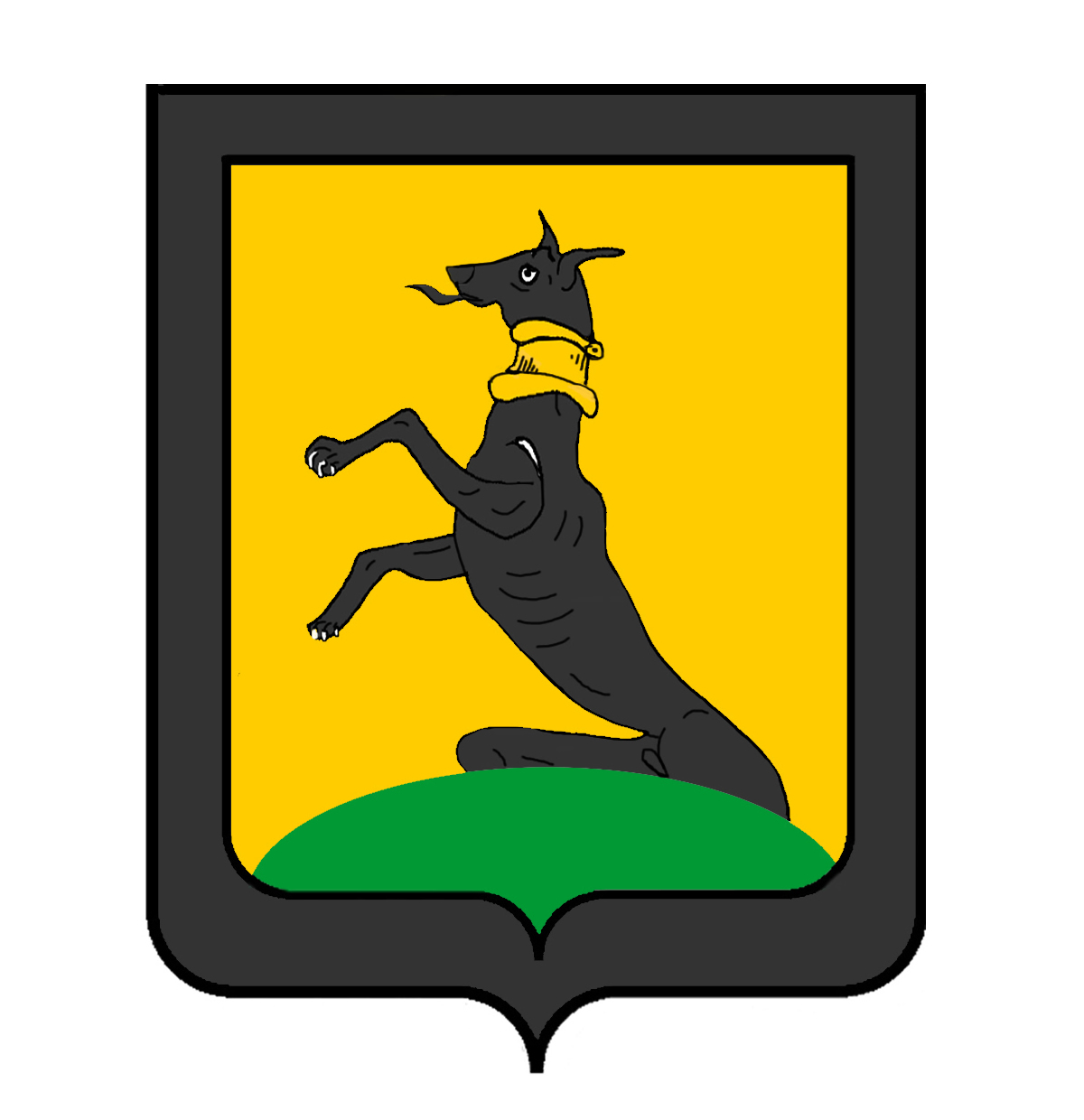
Escudo de armas de la familia Lachenal

Lachenal es un apellido de origen francés de la región de Auvernia[cita requerida]

## Origen
El nombre Lachenal, de la nobleza francesa proviene de la región de Auvernia. El Caballero Jacques de Lachenal vivió alrededor de 1531. En el siglo XVII, la familia se mudó a Saboya, donde recibieron la confirmación de su nobleza en 1697. La confirma J. B. Rietstap en su trabajo "The Armorial General". El nombre es más común en Francia, aunque encontramos también antepasados en Piamonte, Italia. La casa Lachenal tenía muchas posesiones en Suiza, una parte de la familia se estableció en Basilea, la otra en Ginebra. Son famosos los antepasados Johann Jakob Lachenal (1708–1749), profesor de anatomía y botánica en la Universidad de Basilea y el botánico Werner de Lachenal (1736–1800). La rama de Ginebra incluyó al estadista Adrien Lachenal, presidente del Consejo Federal Suizo en 1901, y al político y filántropo Paul Lachenal (1884-1955), presidente del Tribunal de Arbitraje alemán-polaco (1927) y presidente del Gran Consejo de Ginebra. Paul Lachenal jugó un rol importante en la salvaguarda de los cuadros del Museo del Prado durante la guerra civil española.
El nombre proviene del Chenal = canal de riego

## Países con personas de apellido Lachenal
- Francia  (país de origen)
- España
- Filipinas
- Suiza
- Países Bajos
- Estados Unidos
- Bélgica
- Alemania

## Variaciones del apellido
- de Lachenal
- Lacanal
- Lacanau
- Lachenaud
- Lasinal
- Lachal
- Veyrat de Lachenal
- Toballet Lachenal
- Lachenal-Dechamboux
- Grand Lachenal
- Lachenal-Chordet
- Favre lachenal

## Escudo de armas
El escudo de armas familiar de la familia Lachenal muestra, según la descripción del libro del escudo de armas de la ciudad de Basilea (Wappenbuches der Stadt Basel), un casco con corona, y un perro sentado con un collar dorado sobre una base verde.